# Rhovanion
Rhovanion neboli Divočina je rozlehlá oblast nacházející se ve fiktivním světě J. R. R. Tolkiena. Rhovanion byl Tolkienem popsán například v jeho dílech Hobit aneb cesta tam a zase zpátky a trilogii Pán prstenů.

## Geografie

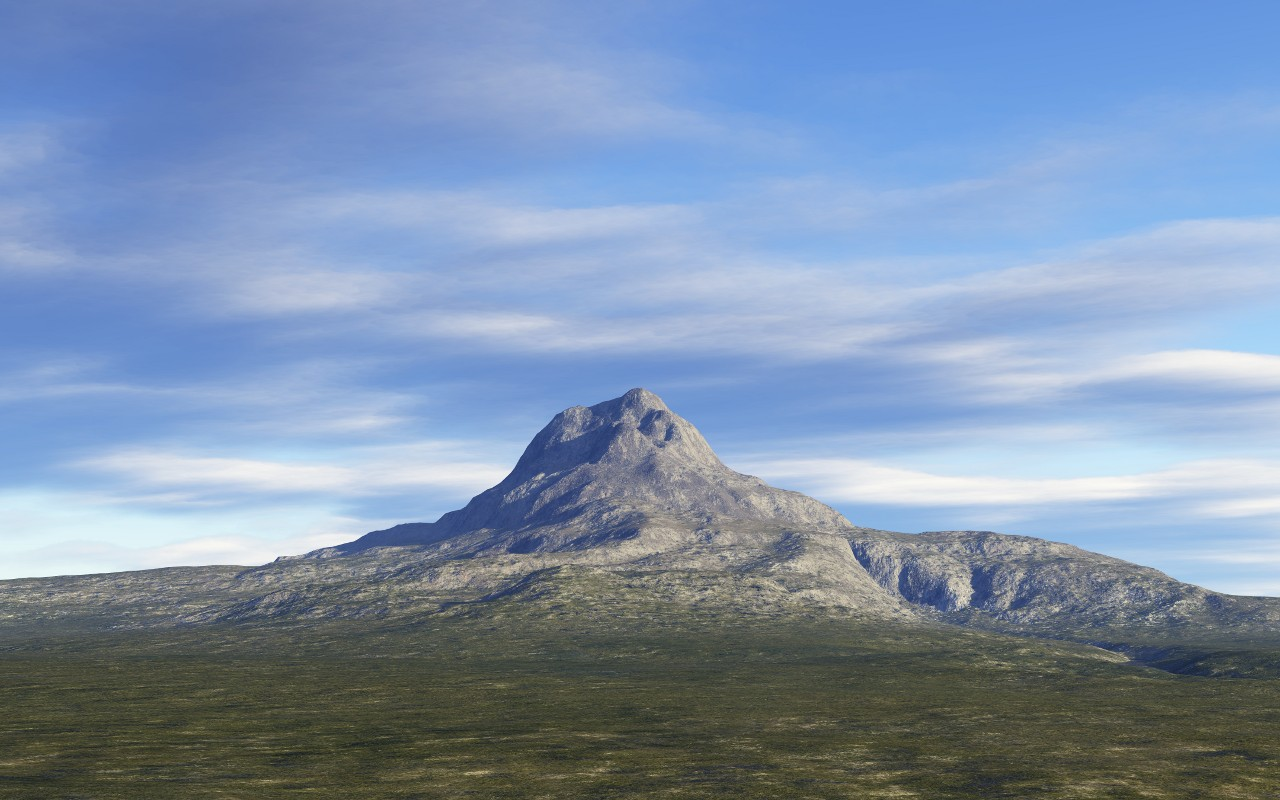
Osamělá hora na severovýchodě Rhovanionu

Území Rhovanionu se rozprostírá na obrovské ploše zahrnující celý Temný hvozd a k němu přilehlé oblasti. Ze severu je Divočina ohraničena Šedými horami, na západě jej Mlžné hory oddělují od Eriadoru. Jižní a východní hranice nebyla přesně vymezena, avšak do zemí Rhovanionu se na jihu započítávají též Hnědé země a Lothlórien. Na východ od Rhovanionu se nachází země Rhûn. Divočina je převážně rovinatá, kromě hraničních Mlžných a Šedých hor se na jejím území nachází pouze Osamělá hora a pahorek Amon Lanc později známý jako Dol Guldur. Rhovanionem protéká nejdelší řeka severozápadu Středozemě Anduina. Ta vzniká soutokem Sivé a Táhličky a jejími přítoky tekoucími z Mlžných hor jsou Kosatcová řeka, Stříberka a Lipava. Největším jezerem je Dlouhé jezero, které se nachází na řece Celduině pramenící pod Osamělou horou. Přítoky Celduiny byly Lesní řeka a řeka Carnen. Na severu Divočiny bylo drsné klima a Rhovanion zde přecházel ve Zvadlá vřesoviště. Centrální Rhovanion byl téměř celý porostlý hustými lesy Temného hvozdu. Jih, kde se nacházejí Hnědé země, byl nejteplejší a úrodný. Zvláštní byl čarovný les Lothlórien nacházející se v jihozápadním cípu Divočiny, který byl jediným místem ve Středozemi, kde ve větším množství rostly zlaté stromy – mallorny.

## Historie

### Osídlení
Prvními obyvateli Divočiny se stali ve hvězdných věcích putující elfové a později pastýři stromů – enti. V lesích Rhovanionu žilo před východem Slunce mnoho roztroušených Avari. Po probuzení v prvním věku prošli Divočinou na své cestě na západ za světlem Beleriandu také otcové lidí. V zemích Rhovanionu se tehdy usadilo nejvíc Atani z třetího domu Edain. Tito „Seveřané“ se stali předky Rohirů a dalších pozdějších obyvatel Divočiny. Kromě Seveřanů žili v Hnědých zemích na jihu Rhovanionu určitou dobu také zástupci prvního domu Edain, kteří se patrně zde naučili od entek zemědělství.

### Druhý věk
Nejvýznamnější říší Avari ve Druhém věku se stala říše Lórinand, která se rozkládala na obou březích řeky Anduiny. V lesích Temného hvozdu se se svou družinou usadil také příbuzný Doriathského krále Thingola Oropher, jehož si lesní elfové zvolili za svého krále. Jeho sídlem se stal kopec Amon Lanc, později však přesunul centrum své lesní říše do severovýchodního cípu hvozdu. Mezi lety 1350 až 1400 D. v. jsou z Eregionu na Sauronův popud vyhnáni Celeborn a Galadriel, načež jsou přijati v Lórinandu a zakládají tam své království Lothlórien. V tomto věku vzniklo v Rhovanionu první království lidí – Dorwinion. Nacházelo se na severozápadním pobřeží jezera Rhún a ve třetím věku se proslavilo zejména svým vínem, které bylo mezi elfy milováno.

### Třetí věk

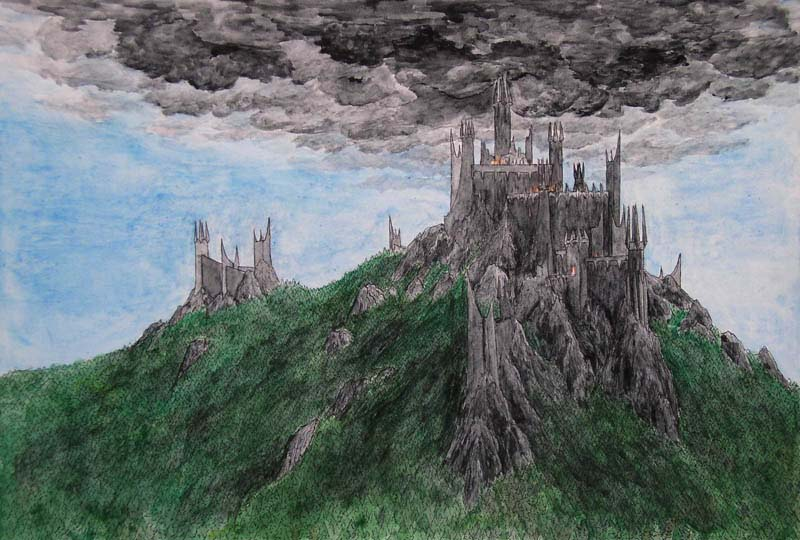
Sauronova pevnost Dol Guldur

V oblasti okolo Velké řeky Anduiny žil na počátku třetího věku nenápadný národ hobitů, z něhož pocházel Sméagol později známý jako Glum, který od svého bratra získal Vládnoucí prsten. Sauron, který po svém pádu znovu sbíral své síly, se někdy kolem roku 1000 usadil na jihu Temného hvozdu na kopci Amon Lanc. Na něm vystavěl svou pevnost a místo bylo přejmenováno na Dol Guldur. Tehdy dostal Temný hvozd své jméno, protože přítomnost Temného pána udělala z lesů ponuré a nebezpečné místo. Říše Seveřanů rozkládající se na významné části Rhovanionu mezitím dosahuje vrcholu a navazuje přátelské styky s Gondorským královstvím. V roce 1250 třetího věku je k Seveřanům vyslán gondorský princ Valacar, který si za ženu vezme princeznu Vidumavi. Nástup jejich syna Eldacara na gondorský trůn však vzbudí nespokojenost v jižních provinciích (především Umbaru) a Gondor je vzápětí rozdělen krvavou občanskou válkou. V roce 1980 probudili kutající trpaslíci v hlubinách Khazad-dûm balroga, který zabíjí jejich krále. Trpaslíci se před démonem rozprchnou a usazují se v Ereboru, Ered Mithrin a Železných horách. Po nájezdu Vozatajů je většina Rhovanionu vylidněna a Seveřané se přesouvají především do center u Osamělé hory a okolo středního toku Anduiny. Kvůli rostoucí Sauronově moci odvádí v roce 1977 Frugmar většinu Seveřanů do oblasti Éothéodu, kde žijí až do roku 2510. V tom roce byl Gondor napaden nájezdníky z východu, Balchothy a schylovalo se k jeho porážce. Poslové však o nebezpečí informovali vládce Éothéodu Eorla Mladého, který se svými jezdci přispěchal na pomoc a nad nájezdníky zvítězil v bitvě na polích Celebrantu. Gondorský správce Cirion tehdy udělil Seveřanům darem celou zemi Calenardhon, později známou jako Rohan. Trpaslíci z Osamělé hory díky obchodu s lidmi z Dolu a Jezerního města Esgaroth velice prosperovali. Roku 2770 však ze severu přiletěl drak Šmak a vyplenil město Dol i trpasličí Erebor. Při výpravě Thorina Pavézy je drak zabit a Dol i trpasličí království v Osamělé hoře jsou obnoveny. Dochází také k bitvě pěti armád, v níž umírá většina skřetů z Mlžných a Šedých hor. Na konci věku ve Válce o Prsten je Sauronovými služebníky napadena Osamělá hora, Lothlórien i Thranduilova říše v Temném hvozdu. Po Sauronově pádu útočí lórienská vojska vedená paní Galadriel na Dol Guldur, který je zbořen. Thranduil si poté s Galadriel a Celebornem rozdělují les, který přejmenují na Les zelených listů.